# Трибунь
Трибунь (хорв. Tribunj) — маленький туристический городок в Средней Далмации, Шибенско-Книнска жупания.
Расположен в 17 км от Шибеника. 70 км от Сплита, 60 км от Задара и 300 км от Загреба.
Первоначальное название Трибохунь, получило в 1463 году, название взято из старой славянской мифологии. Из этого названия позже произошло итальянское название Ребоккони, что обозначает 3 части. Село Трибунь изначально была маленькая крепость на острове, которая состояла из плотно построенных домов и узких улочек и было соединено с берегом каменным мостом. Народ уклонялся на этом острове от набегов турок. Австрийская власть сделала пристань из белого камня, а с южной стороны острова накидали большие каменные глыбы, которые разбивали волны. Другую часть острова местные жители сами засыпали камнями. Первый раз вокруг села на острове прошла процессия верующих на Великую пятницу в 1935 году. Эта традиция сохранилась по сей день.
На горе соседнего берега упоминается крепость Юрьевград от 1298, на развалинах которой построена церковь Святого Николая в 1452 году. Церковь построил Шимун Шижгорич, а освятил бискуп Юрай Шижгоричв 1463 году. Святой Николай защитник моряков и рыбаков, защитник и Трибуня, который считается и городом рыбаков. В Трибуне находится и более старая церковь Посещения Девы Марии в садах, которая воздвигнута в 1435 году.
В Трибуне находится ещё одна церковь Вознесения Марии, которая построена в 1883 году под горой Святого Николая. В ней по сей день проводится Миса.